# Danh sách cầu thủ tham dự giải vô địch bóng đá U-17 châu Âu 2014
Dưới đây là danh sách đội hình các đội bóng tham dự Giải vô địch bóng đá U-17 châu Âu 2014 ở Malta. Giải khởi tranh từ ngày 9 tháng 5 và trận chung kết diễn ra ở Ta'Qali tại Sân vận động Quốc gia vào ngày 21 tháng 5 năm 2014. Mỗi đội tuyển tham gia phải đăng ký đội hình 18 người sinh sau ngày 1 tháng 1 năm 1997. Mặc dù một số hiệp hội đã xuất bản danh sách cầu thủ, quy định nói rằng các đội cần nộp danh sách lên UEFA trước 12:00 CET ngày 8 tháng 5. Số trận và bàn thắng liệt kê bên dưới tính đến trước khi giải đấu khởi tranh.
Cầu thủ in đậm đã từng thi đấu cho đội tuyển quốc gia.

## Bảng A

### Anh
Huấn luyện viên:  John Peacock
| Số | VT | Cầu thủ          | Ngày sinh (tuổi)            | Trận | Bàn | Câu lạc bộ        |
| -- | -- | ---------------- | --------------------------- | ---- | --- | ----------------- |
| 1  | TM | Freddie Woodman  | 4 tháng 3, 1997 (17 tuổi)   | 6    | 0   | Newcastle United  |
| 2  | HV | Jonjoe Kenny     | 15 tháng 3, 1997 (17 tuổi)  | 3    | 0   | Everton           |
| 3  | HV | Tafari Moore     | 5 tháng 7, 1997 (16 tuổi)   | 3    | 0   | Arsenal           |
| 4  | TV | Ryan Ledson      | 19 tháng 8, 1997 (16 tuổi)  | 6    | 1   | Everton           |
| 5  | HV | Joe Gomez        | 23 tháng 5, 1997 (16 tuổi)  | 8    | 0   | Charlton Athletic |
| 6  | HV | Dael Fry         | 30 tháng 8, 1997 (16 tuổi)  | 1    | 0   | Middlesbrough     |
| 7  | TV | Demetri Mitchell | 11 tháng 1, 1997 (17 tuổi)  | 3    | 0   | Manchester United |
| 8  | TV | Josh Onomah      | 27 tháng 4, 1997 (17 tuổi)  | 4    | 0   | Tottenham Hotspur |
| 9  | TĐ | Adam Armstrong   | 10 tháng 2, 1997 (17 tuổi)  | 6    | 7   | Newcastle United  |
| 10 | TĐ | Dominic Solanke  | 14 tháng 9, 1997 (16 tuổi)  | 6    | 5   | Chelsea           |
| 11 | TĐ | Izzy Brown       | 7 tháng 1, 1997 (17 tuổi)   | 6    | 4   | Chelsea           |
| 12 | HV | Mandela Egbo     | 17 tháng 8, 1997 (16 tuổi)  | 2    | 0   | Crystal Palace    |
| 13 | TM | Samuel Howes     | 10 tháng 11, 1997 (16 tuổi) | 0    | 0   | West Ham United   |
| 14 | TV | Lewis Cook       | 3 tháng 2, 1997 (17 tuổi)   | 2    | 0   | Leeds United      |
| 15 | HV | Taylor Moore     | 12 tháng 5, 1997 (16 tuổi)  | 2    | 0   | RC Lens           |
| 16 | TV | Callum Cooke     | 21 tháng 2, 1997 (17 tuổi)  | 5    | 0   | Middlesbrough     |
| 17 | TV | Joshua Sims      | 28 tháng 3, 1997 (17 tuổi)  | 3    | 0   | Southampton       |
| 18 | TĐ | Patrick Roberts  | 5 tháng 2, 1997 (17 tuổi)   | 3    | 3   | Fulham            |

### Malta
Huấn luyện viên:  Sergio Soldano
| Số | VT | Cầu thủ               | Ngày sinh (tuổi)            | Trận | Bàn | Câu lạc bộ            |
| -- | -- | --------------------- | --------------------------- | ---- | --- | --------------------- |
| 1  | TM | Jamie Azzopardi       | 1 tháng 9, 1997 (16 tuổi)   |      |     | Mosta F.C.            |
| 2  | HV | Daniel Buckle         | 29 tháng 7, 1997 (16 tuổi)  |      |     | Hibernians F.C.       |
| 3  | HV | Jean Borg             | 8 tháng 1, 1998 (16 tuổi)   |      |     | Valletta F.C.         |
| 4  | HV | Nick Ghio             | 18 tháng 6, 1998 (15 tuổi)  |      |     | Hibernians F.C.       |
| 5  | TV | Matthew Guillaumier   | 9 tháng 4, 1998 (16 tuổi)   |      |     | St. Andrews F.C.      |
| 7  | TĐ | Aidan Jake Friggieri  | 28 tháng 4, 1998 (16 tuổi)  |      |     | Sliema Wanderers F.C. |
| 8  | TV | Jake Grech            | 18 tháng 11, 1997 (16 tuổi) |      |     | Hamrun Spartans F.C.  |
| 9  | TĐ | Kyrian Nwoko          | 4 tháng 7, 1997 (16 tuổi)   |      |     | St. Andrews F.C.      |
| 10 | TV | Connor Borg           | 13 tháng 5, 1997 (16 tuổi)  |      |     | A.C. Chievo Verona    |
| 11 | TĐ | Joseph Mbong          | 15 tháng 7, 1997 (16 tuổi)  |      |     | Hibernians F.C.       |
| 12 | TM | Mikhail Sciberras     | 17 tháng 5, 1997 (16 tuổi)  |      |     | Balzan F.C.           |
| 13 | TV | Myles Beerman         | 13 tháng 3, 1999 (15 tuổi)  | 46   | 1   | Floriana F.C.         |
| 14 | HV | Iousef Meli           | 7 tháng 11, 1997 (16 tuổi)  |      |     | Sliema Wanderers F.C. |
| 15 | TV | Mark Anthony Scicluna | 24 tháng 2, 1997 (17 tuổi)  |      |     | Sliema Wanderers F.C. |
| 16 | HV | Neil Spiteri          | 3 tháng 6, 1997 (16 tuổi)   |      |     | Floriana F.C.         |
| 17 | TV | Juan Corbolan         | 3 tháng 1, 1997 (17 tuổi)   |      |     | Balzan F.C.           |
| 18 | TV | Neil Tabone           | 1 tháng 10, 1997 (16 tuổi)  |      |     | Floriana F.C.         |
| 19 | HV | Luke Galea            | 21 tháng 1, 1997 (17 tuổi)  |      |     | Hamrun Spartans F.C.  |

### Hà Lan
Huấn luyện viên:  Maarten Stekelenburg
| Số | VT | Cầu thủ            | Ngày sinh (tuổi)           | Trận | Bàn | Câu lạc bộ     |
| -- | -- | ------------------ | -------------------------- | ---- | --- | -------------- |
| 1  | TM | Yanick van Osch    | 24 tháng 3, 1997 (17 tuổi) | 5    | 0   | PSV Eindhoven  |
| 2  | HV | Hidde ter Avest    | 20 tháng 5, 1997 (16 tuổi) | 4    | 0   | FC Twente      |
| 3  | HV | Keziah Veendorp    | 17 tháng 2, 1997 (17 tuổi) | 6    | 0   | FC Groningen   |
| 4  | HV | Calvin Verdonk     | 26 tháng 4, 1997 (17 tuổi) | 6    | 0   | Feyenoord      |
| 5  | HV | Wellington Verloo  | 27 tháng 2, 1997 (17 tuổi) | 6    | 0   | Vitesse Arnhem |
| 6  | TV | Donny van de Beek  | 18 tháng 4, 1997 (17 tuổi) | 6    | 1   | AFC Ajax       |
| 7  | TĐ | Steven Bergwijn    | 8 tháng 10, 1997 (16 tuổi) | 5    | 4   | PSV Eindhoven  |
| 8  | TV | Jari Schuurman     | 22 tháng 2, 1997 (17 tuổi) | 5    | 0   | Feyenoord      |
| 9  | TĐ | Dani van der Moot  | 7 tháng 3, 1997 (17 tuổi)  | 6    | 3   | PSV Eindhoven  |
| 10 | TV | Kenneth Paal       | 24 tháng 6, 1997 (16 tuổi) | 8    | 0   | PSV Eindhoven  |
| 11 | TĐ | Anthony Berenstein | 2 tháng 3, 1997 (17 tuổi)  |      |     | FC Utrecht     |
| 12 | HV | Rick van der Meer  | 14 tháng 6, 1997 (16 tuổi) | 2    | 0   | Feyenoord      |
| 13 | TĐ | Segun Owobowale    | 22 tháng 3, 1997 (17 tuổi) | 5    | 2   | ADO Den Haag   |
| 14 | TV | Abdelhak Nouri     | 2 tháng 4, 1997 (17 tuổi)  | 5    | 2   | AFC Ajax       |
| 15 | HV | Mauro Savastano    | 16 tháng 4, 1997 (17 tuổi) | 2    | 1   | AFC Ajax       |
| 16 | TM | Justin Bijlow      | 10 tháng 1, 1998 (16 tuổi) | 1    | 0   | Feyenoord      |
| 17 | TV | Marlon Slabbekoorn | 1 tháng 2, 1997 (17 tuổi)  | 9    | 4   | Feyenoord      |
| 18 | TV | Bilal Ould-Chikh   | 28 tháng 7, 1997 (16 tuổi) | 3    | 0   | FC Twente      |
| 19 | HV | Guido Janssen      | 9 tháng 1, 1997 (17 tuổi)  | 5    | 2   | FC Utrecht     |

### Thổ Nhĩ Kỳ
Huấn luyện viên:  Hakan Tecimer
| Số | VT | Cầu thủ             | Ngày sinh (tuổi)            | Trận | Bàn | Câu lạc bộ        |
| -- | -- | ------------------- | --------------------------- | ---- | --- | ----------------- |
| 1  | TM | Tarık Çetin         | 8 tháng 1, 1997 (17 tuổi)   | 14   | 0   | Fenerbahçe        |
| 3  | HV | Bahadır Çiloğlu     | 5 tháng 1, 1997 (17 tuổi)   | 14   | 0   | Fenerbahçe        |
| 4  | HV | Burak Bekaroğlu     | 16 tháng 4, 1997 (17 tuổi)  | 3    | 1   | Sakaryaspor       |
| 5  | HV | Ertuğrul Ersoy      | 13 tháng 2, 1997 (17 tuổi)  | 4    | 2   | Yeşil Bursa SK    |
| 6  | TV | Hasan Özkan         | 14 tháng 11, 1997 (16 tuổi) | 11   | 0   | KV Mechelen       |
| 7  | TĐ | Sabit Hakan Yılmaz  | 27 tháng 7, 1997 (16 tuổi)  | 14   | 0   | Turgutluspor      |
| 8  | TV | Birhan Vatansever   | 25 tháng 4, 1997 (17 tuổi)  | 14   | 0   | Galatasaray       |
| 9  | TĐ | Enes Ünal (captain) | 10 tháng 5, 1997 (16 tuổi)  | 10   | 7   | Bursaspor         |
| 10 | TV | Emirhan Aydoğan     | 26 tháng 6, 1997 (16 tuổi)  | 13   | 0   | Bursaspor         |
| 11 | TV | Doğuş Can İncedere  | 15 tháng 1, 1997 (17 tuổi)  | 6    | 1   | Galatasaray       |
| 12 | TM | Übeyd Adıyaman      | 2 tháng 10, 1997 (16 tuổi)  | 14   | 0   | Gençlerbirliği    |
| 13 | TV | Alican Özfesli      | 1 tháng 1, 1997 (17 tuổi)   | 3    | 1   | Altınordu FK      |
| 15 | TV | Okan Çelik          | 1 tháng 1, 1997 (17 tuổi)   | 8    | 0   | Gençlerbirliği    |
| 16 | TV | Tuncay Kılıç        | 2 tháng 5, 1997 (17 tuổi)   | 3    | 0   | Göztepe SK        |
| 17 | TĐ | Hayrullah Alıcı     | 7 tháng 1, 1997 (17 tuổi)   | 8    | 4   | Borussia Dortmund |
| 18 | TĐ | Fatih Aktay         | 29 tháng 8, 1997 (16 tuổi)  | 3    | 0   | Altınordu FK      |
| 19 | HV | Mehmet Çelik        | 17 tháng 2, 1997 (17 tuổi)  |      |     | Bursaspor         |
| 21 | TV | Uğur Tezel          | 27 tháng 2, 1997 (17 tuổi)  |      | 0   | Hertha            |

## Bảng B

### Bồ Đào Nha
Huấn luyện viên:  Emílio Peixe
| Số | VT | Cầu thủ            | Ngày sinh (tuổi)           | Trận | Bàn | Câu lạc bộ     |
| -- | -- | ------------------ | -------------------------- | ---- | --- | -------------- |
| 1  | TM | Pedro Silva        | 13 tháng 2, 1997 (17 tuổi) | 11   | 0   | Sporting       |
| 2  | HV | Hugo Santos        | 8 tháng 6, 1997 (16 tuổi)  | 8    | 0   | Benfica        |
| 3  | HV | Rúben Dias         | 14 tháng 5, 1997 (16 tuổi) | 8    | 14  | Benfica        |
| 4  | HV | Pedro Rodrigues    | 20 tháng 5, 1997 (16 tuổi) | 14   | 1   | Benfica        |
| 5  | HV | Yuri Ribeiro       | 24 tháng 1, 1997 (17 tuổi) | 11   | 1   | Benfica        |
| 6  | TV | Rúben Neves        | 13 tháng 3, 1997 (17 tuổi) | 27   | 2   | Porto          |
| 7  | TĐ | Diogo Gonçalves    | 6 tháng 2, 1997 (17 tuổi)  | 14   | 3   | Benfica        |
| 8  | TV | Gonçalo Rodrigues  | 18 tháng 7, 1997 (16 tuổi) | 16   | 2   | Benfica        |
| 9  | TĐ | Alexandre Silva    | 16 tháng 3, 1997 (17 tuổi) | 11   | 4   | Sporting       |
| 10 | TĐ | Renato Sanches     | 18 tháng 8, 1997 (16 tuổi) | 16   | 3   | Benfica        |
| 11 | TĐ | Luís Mata          | 6 tháng 7, 1997 (16 tuổi)  | 19   | 1   | Porto          |
| 12 | TM | Fábio Duarte       | 11 tháng 5, 1998 (15 tuổi) | 3    | 0   | Benfica        |
| 13 | HV | Francisco Ferreira | 26 tháng 3, 1997 (17 tuổi) | 10   | 0   | Benfica        |
| 14 | TV | Pedro Empis        | 1 tháng 2, 1997 (17 tuổi)  | 8    | 0   | Sporting       |
| 15 | TV | João Carvalho      | 9 tháng 3, 1997 (17 tuổi)  | 8    | 1   | Benfica        |
| 16 | HV | Diogo Izata        | 6 tháng 1, 1997 (17 tuổi)  | 10   | 0   | Porto          |
| 17 | TV | Pedro Delgado      | 7 tháng 4, 1997 (17 tuổi)  | 3    | 1   | Internazionale |
| 18 | TĐ | Aurélio Buta       | 10 tháng 2, 1997 (17 tuổi) | 14   | 2   | Benfica        |

### Đức
Huấn luyện viên:  Christian Wück
| Số | VT | Cầu thủ                 | Ngày sinh (tuổi)           | Trận | Bàn | Câu lạc bộ               |
| -- | -- | ----------------------- | -------------------------- | ---- | --- | ------------------------ |
| 1  | TM | Timo Königsmann         | 5 tháng 4, 1997 (17 tuổi)  | 3    | 0   | Hannover 96              |
| 2  | HV | Robin Tim Becker        | 18 tháng 1, 1997 (17 tuổi) | 3    | 0   | Bayer 04 Leverkusen      |
| 3  | HV | Nicolas Clasen          | 25 tháng 2, 1997 (17 tuổi) | 3    | 0   | Borussia Mönchengladbach |
| 4  | HV | Matthias Bader          | 17 tháng 6, 1997 (16 tuổi) | 3    | 0   | Karlsruher SC            |
| 5  | HV | Benedikt Gimber         | 19 tháng 2, 1997 (17 tuổi) | 3    | 0   | TSG 1899 Hoffenheim      |
| 6  | TV | Damir Bektić            | 30 tháng 1, 1997 (17 tuổi) | 3    | 0   | Hertha BSC               |
| 7  | TĐ | Arianit Ferati          | 7 tháng 9, 1997 (16 tuổi)  | 3    | 1   | VfB Stuttgart            |
| 8  | TĐ | Benjamin Henrichs       | 23 tháng 2, 1997 (17 tuổi) | 6    | 1   | Bayer 04 Leverkusen      |
| 9  | TĐ | Philipp Ochs            | 17 tháng 4, 1997 (17 tuổi) | 3    | 3   | TSG 1899 Hoffenheim      |
| 10 | TV | Max Besuschkow          | 31 tháng 5, 1997 (16 tuổi) | 3    | 1   | VfB Stuttgart            |
| 11 | TV | Oğuzhan Aydoğan         | 4 tháng 2, 1997 (17 tuổi)  | 2    | 1   | FC Schalke 04            |
| 12 | TM | Patrick Bade            | 10 tháng 1, 1997 (17 tuổi) | 0    | 0   | Bayer 04 Leverkusen      |
| 13 | HV | Lukas Boeder            | 18 tháng 4, 1997 (17 tuổi) | 2    | 0   | Bayer 04 Leverkusen      |
| 14 | HV | Patrick Kammerbauer     | 11 tháng 2, 1997 (17 tuổi) | 1    | 0   | 1. FC Nürnberg           |
| 15 | TV | Ole Käuper              | 9 tháng 1, 1997 (17 tuổi)  | 3    | 1   | SV Werder Bremen         |
| 16 | TĐ | Finn Porath             | 23 tháng 2, 1997 (17 tuổi) | 2    | 0   | Hamburger SV             |
| 17 | TV | David Sauerland         | 28 tháng 6, 1997 (16 tuổi) | 1    | 0   | Borussia Dortmund        |
| 18 | TĐ | Allessandro Fiore-Tapia | 4 tháng 3, 1997 (17 tuổi)  | 2    | 1   | SC Freiburg              |

### Scotland
Huấn luyện viên:  Scot Gemmill
| Số | VT | Cầu thủ          | Ngày sinh (tuổi)            | Trận | Bàn | Câu lạc bộ       |
| -- | -- | ---------------- | --------------------------- | ---- | --- | ---------------- |
| 1  | TM | Robbie McCrorie  | 18 tháng 3, 1998 (16 tuổi)  | 5    | 0   | Rangers          |
| 2  | HV | Sam Wardrop      | 20 tháng 10, 1997 (16 tuổi) | 6    | 0   | Celtic           |
| 3  | HV | Tom Lang         | 12 tháng 6, 1997 (16 tuổi)  | 5    | 1   | Birmingham City  |
| 4  | HV | Jack Breslin     | 6 tháng 4, 1997 (17 tuổi)   | 6    | 0   | Celtic           |
| 5  | HV | Kyle Cameron     | 15 tháng 1, 1997 (17 tuổi)  | 3    | 0   | Newcastle United |
| 6  | TV | Joe Thomson      | 14 tháng 1, 1997 (17 tuổi)  | 4    | 0   | Celtic           |
| 7  | TV | Aidan Nesbitt    | 5 tháng 2, 1997 (17 tuổi)   | 6    | 1   | Celtic           |
| 8  | HV | Michael Kelly    | 3 tháng 11, 1997 (16 tuổi)  | 5    | 0   | Aberdeen         |
| 9  | TĐ | Craig Wighton    | 27 tháng 7, 1997 (16 tuổi)  | 10   | 5   | Dundee           |
| 10 | TĐ | Steven Boyd      | 12 tháng 4, 1997 (17 tuổi)  | 5    | 0   | Celtic           |
| 11 | TĐ | Scott Wright     | 8 tháng 8, 1997 (16 tuổi)   | 3    | 1   | Aberdeen         |
| 12 | TM | Devlin Mackay    | 23 tháng 1, 1997 (17 tuổi)  | 1    | 0   | Kilmarnock       |
| 13 | TĐ | Calvin Miller    | 9 tháng 1, 1998 (16 tuổi)   | 4    | 0   | Celtic           |
| 14 | TĐ | Ryan Hardie      | 17 tháng 3, 1997 (17 tuổi)  | 3    | 0   | Rangers          |
| 15 | HV | Aidan McIlduff   | 20 tháng 4, 1997 (17 tuổi)  | 3    | 0   | Celtic           |
| 16 | HV | Zak Jules        | 7 tháng 2, 1997 (17 tuổi)   | 0    | 0   | Reading          |
| 17 | HV | Cammy Ballantyne | 13 tháng 4, 1997 (17 tuổi)  | 4    | 1   | Dundee United    |
| 18 | HV | Jake Sheppard    | 30 tháng 5, 1997 (16 tuổi)  | 2    | 1   | Reading          |

### Thụy Sĩ
Huấn luyện viên:  Yves Débonnaire
| Số | VT | Cầu thủ         | Ngày sinh (tuổi)            | Trận | Bàn | Câu lạc bộ  |
| -- | -- | --------------- | --------------------------- | ---- | --- | ----------- |
| 1  | TM | Gregor Kobel    | 6 tháng 12, 1997 (16 tuổi)  | 1    | 0   | Grasshopper |
| 2  | HV | Samir Bajrami   | 3 tháng 7, 1997 (16 tuổi)   | 6    | 0   | Grasshopper |
| 3  | HV | Tobias Schättin | 5 tháng 6, 1997 (16 tuổi)   | 5    | 0   | Winterthur  |
| 4  | HV | Alban Selmanaj  | 19 tháng 4, 1997 (17 tuổi)  | 4    | 0   | Basel       |
| 5  | HV | Mirlind Kryeziu | 26 tháng 1, 1997 (17 tuổi)  | 6    | 0   | Zürich      |
| 6  | TV | Remo Arnold     | 17 tháng 1, 1997 (17 tuổi)  | 5    | 0   | Luzern      |
| 7  | TV | Arxhend Cani    | 2 tháng 8, 1997 (16 tuổi)   | 6    | 1   | Basel       |
| 8  | TV | Djibril Sow     | 6 tháng 2, 1997 (17 tuổi)   | 6    | 0   | Zürich      |
| 9  | TĐ | Albian Ajeti    | 26 tháng 2, 1997 (17 tuổi)  | 8    | 6   | Basel       |
| 10 | TV | Dimitri Oberlin | 27 tháng 9, 1997 (16 tuổi)  | 3    | 0   | Zürich      |
| 11 | TV | Roberto Alves   | 8 tháng 6, 1997 (16 tuổi)   | 6    | 2   | Grasshopper |
| 12 | TM | Senad Mujovic   | 26 tháng 5, 1997 (16 tuổi)  |      |     | Grasshopper |
| 13 | HV | Noah Loosli     | 23 tháng 1, 1997 (17 tuổi)  | 4    | 0   | Grasshopper |
| 14 | TV | Robin Huser     | 24 tháng 1, 1998 (16 tuổi)  |      |     | Basel       |
| 15 | HV | Harun Alpsoy    | 3 tháng 3, 1997 (17 tuổi)   | 2    | 1   | Grasshopper |
| 16 | HV | Kevin Rüegg     | 5 tháng 8, 1998 (15 tuổi)   |      |     | Zürich      |
| 17 | TV | Dereck Kutesa   | 6 tháng 12, 1997 (16 tuổi)  | 4    | 0   | Servette    |
| 18 | TĐ | Boris Babic     | 12 tháng 11, 1997 (16 tuổi) | 2    | 1   | St. Gallen  |